# Charleville, Irland

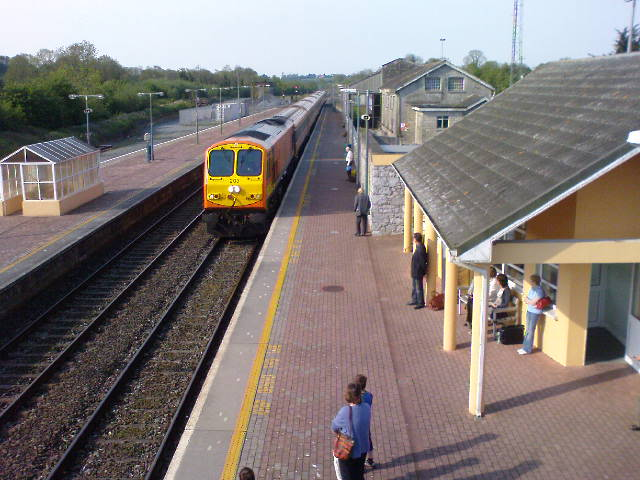
Järnvägsstationen i Charleville

Charleville eller Ráth Luirc (iriska: Ráth Luirc eller An Ráth) är en ort i norra Cork i Republiken Irland, belägen på Irlands Golden Vale nära gränsen till grevskapet Limerick. Charleville är den näst största staden mellan Cork och Limerick (Mallow är den största) och ligger vid vägen N20. År 2006 hade staden 2 984 invånare.